# Sildegapet
Le Sildegapet est une grande baie sur la côte ouest de la Norvège, dans le comté de Vestland.

## Géographie
La baie est située entre la péninsule de Stad au nord et la grande île de Vågsøy au sud. Le nord de la baie appartient administrativement à la municipalité de Stad, et le sud à la municipalité de Kinn. La baie mesure 10 km de large à son ouverture sur la mer de Norvège, entre le phare de Kråkenes, au nord-ouest de l’île de Vågsøya, et le promontoire de Furenes, sur le côté sud-ouest de la péninsule de Stad. Elle s’étend sur environ 17 km au sud-est, où elle se fond dans trois fjords plus petits : le Moldefjord, le Nordpollen et le Sørpollen, et l’Ulvesund entre Vågsøya et le continent.
À l’intérieur de la baie se trouvent quatre grandes îles habitées : à l’ouest Silda, d’où le nom de la baie, à l’est Selja avec les ruines du monastère de Selje, et au sud Barmøya et Venøya. Vågsøya et Venøya sont reliées au continent par des ponts. Les parties ou contreforts de la baie qui entourent ces îles sont :
- le Skorbøfjord au nord et le Hovsund au sud-est entre Selja et la péninsule de Stad,
- le Røysetfjord entre Selja et Barmøya,
- le Barmsund entre Barmøya et le continent au sud,
- et enfin le Storpollen entre Barmøya et Venøya ou de Nordpollen à Ulvesund.

Le Sildegapet est situé à 400 km au nord-ouest d’Oslo, la capitale.

## Météorologie
Le climat y est continental. La température annuelle moyenne est de 5° C. La région est connue pour son temps changeant, passant rapidement d’une mer calme à la tempête et à l’ouragan. Dans un court laps de temps, le brouillard peut s’installer. La route maritime autour de Stad et Vestkapp est connue pour son climat qui change rapidement. Sur les quelques kilomètres entre Sildegapet au sud et Ervik au nord, un total de 58 épaves ont été localisées. Et pourtant de nombreux navires voyagent encore dans ces parages, l’une des régions les plus difficiles de Norvège,.
Les naufrages dans la région n’ont cependant pas été tous causés par les forces de la nature. Ainsi, au début de la Seconde Guerre mondiale, le sous-marin britannique HMS Sunfish torpille et coule le navire marchand finlandais Oscar Midling au large de Sildegapet le 5 décembre 1940. Deux jours plus tard, le 7 décembre, il torpille et endommage le navire marchand norvégien Dixie au large de la péninsule de Stad.

## Galerie

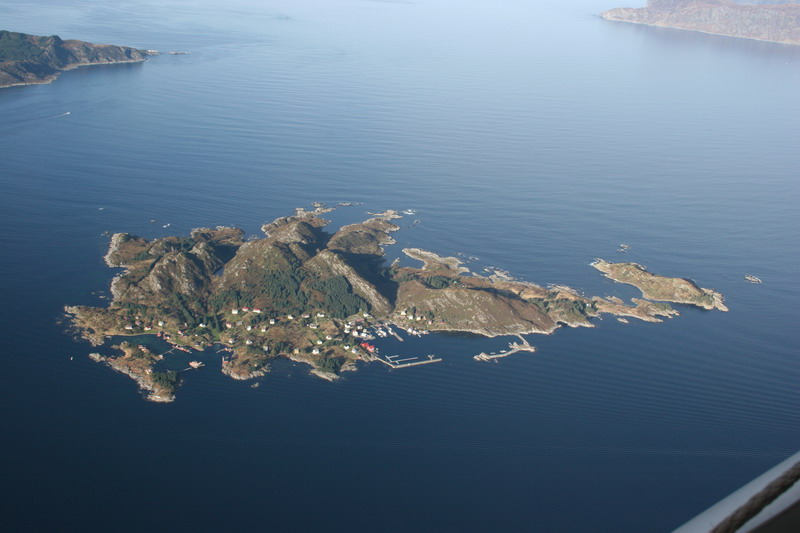
L’île de Silda, vue de l’est ; le Sildegapet est derrière elle
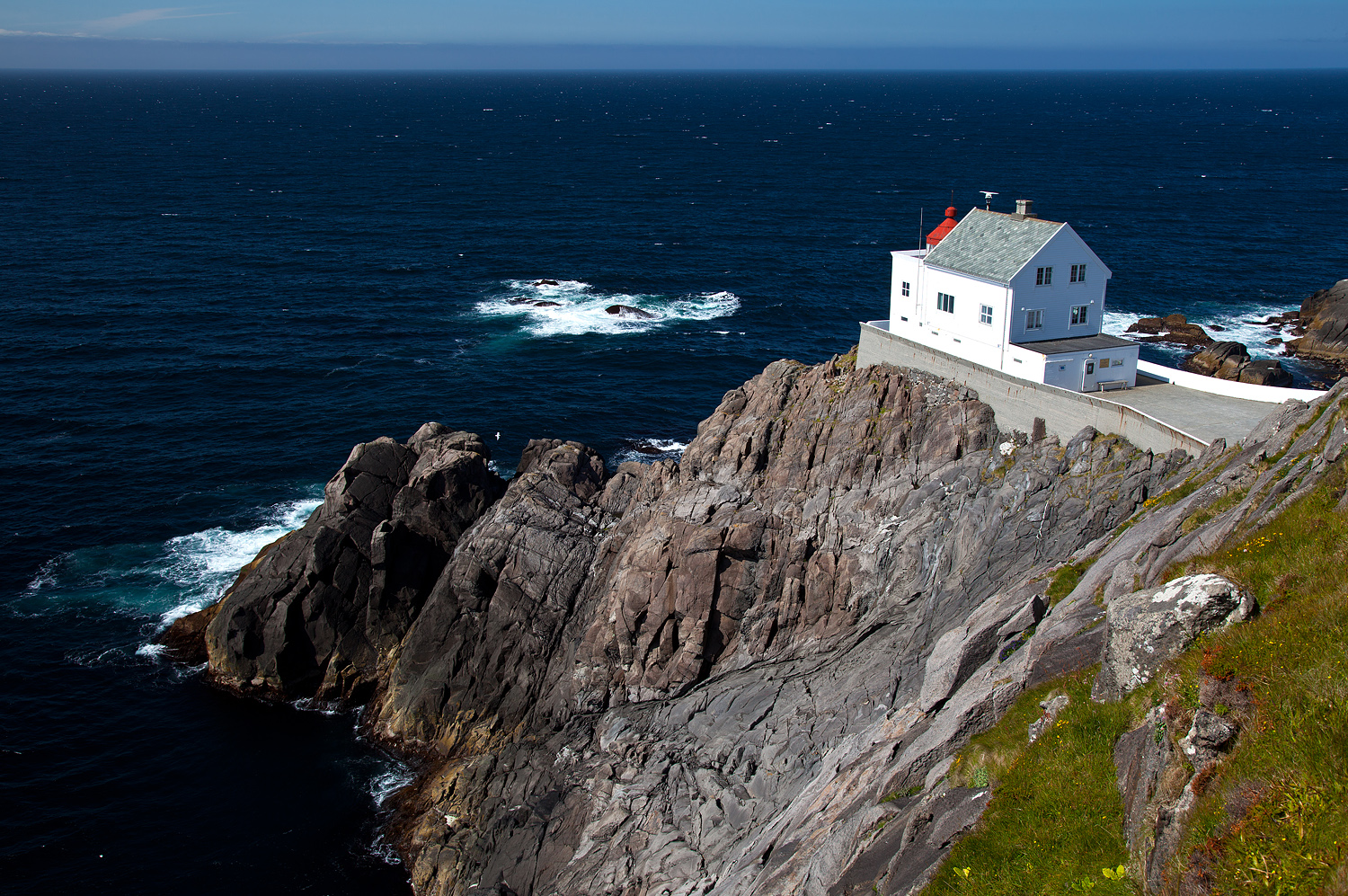
Phare de Kråkenes à l’entrée de la baie
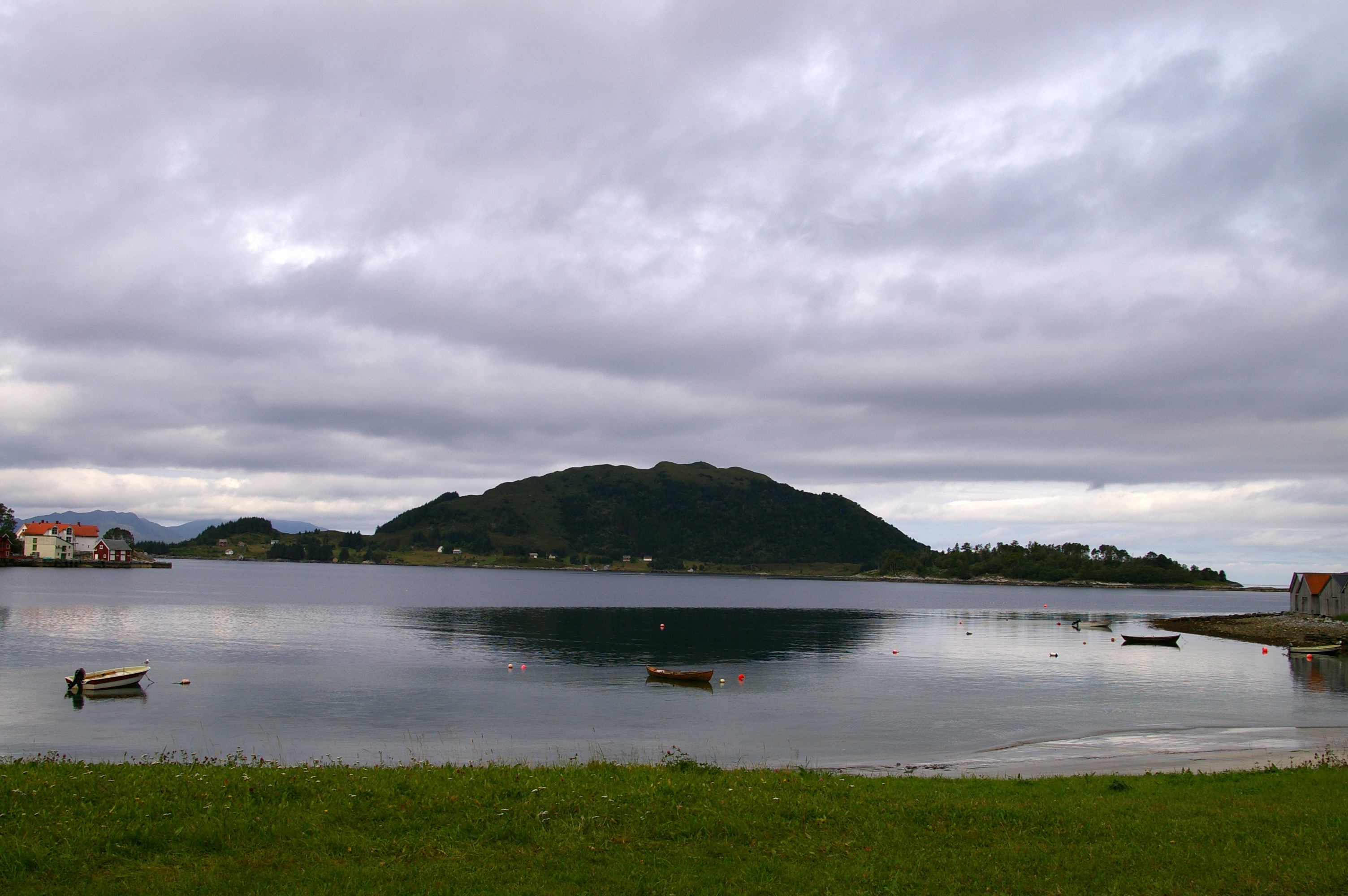
L’île de Selja, vue de l’est
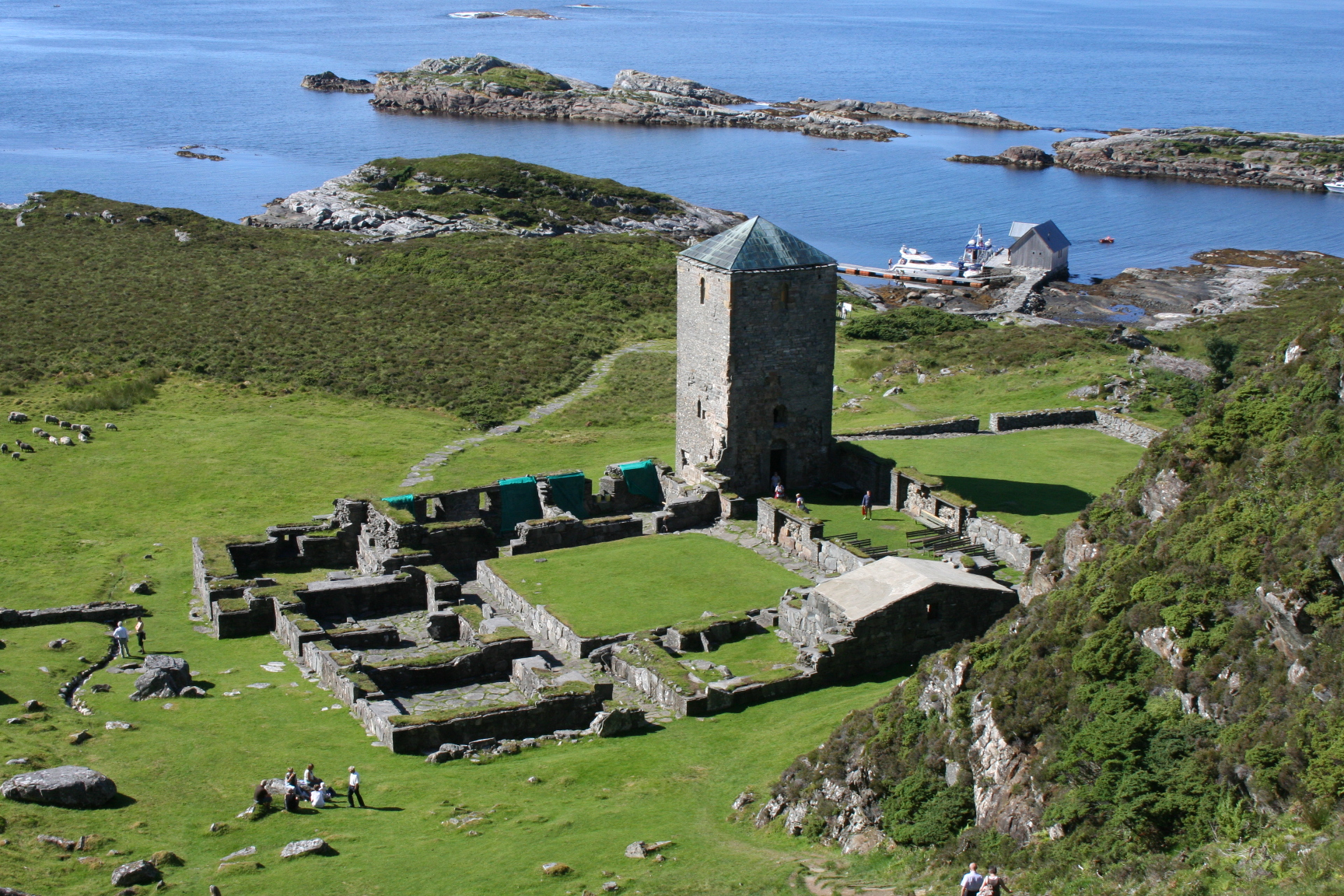
Ruines du monastère de Selje
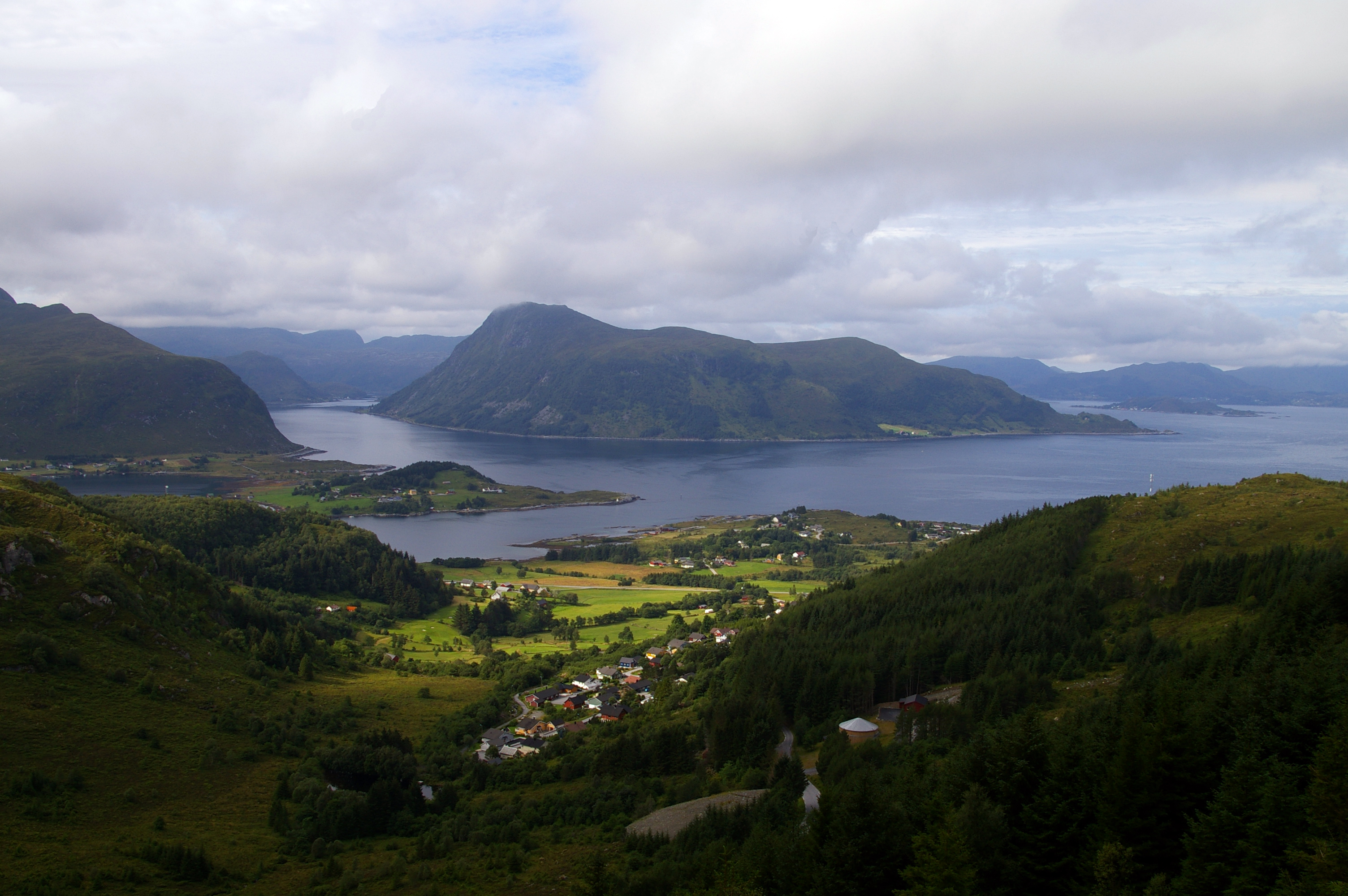
L’île de Barmøya, vue du nord-est (le Røysetfjord est à droite et le Barmsund à gauche) ; en arrière-plan l’île de Silda